# Rosalinda Serfaty
Rosalinda Serfaty  (Buenos Aires, Argentína, 1969. április 24. –) argentin-venezuelai színésznő.

## Élete és pályafutása
1969. április 24-én született Buenos Airesben. Karrierjét 1989-ben kezdte. 1991-ben Jocelyn szerepét játszotta a Mundo de fierasban. 1998-ban a Luz María című sorozatban játszott. 2011-ben megkapta Irene López szerepét A sors hullámain című telenovellában.
Két gyermeke van.

## Filmográfia
| Év   | Cím                                          | TV stúdió          | Szerep                                        | Megjegyzés       | Magyar hang |
| ---- | -------------------------------------------- | ------------------ | --------------------------------------------- | ---------------- | ----------- |
| 1989 | La revancha                                  | Venevisión         | Isamar Medina / Mariana Torrealba             | Főszereplő       |             |
| 1991 | Mundo de fieras                              | Venevisión         | Jocelyn Palacios Anzola de Sartori Bustamante | Negatív szereplő |             |
| 1994 | Peligrosa                                    | Venevisión         | Elisa                                         | Főszereplő       |             |
| 1998 | Luz María                                    | America Television | Angelina Mendoza y Rivero de Gonzálvez        | Negatív szereplő | Kiss Virág  |
| 2000 | Telihold szerelmesei (Amantes de Luna Llena) | Venevisión         | Valentina Linares                             | Mellékszereplő   |             |
| 2001 | La niña de mis ojos                          | RCTV               | Camila Olivares Sucre                         | Negatív szereplő |             |
| 2003 | La Invasora                                  | RCTV               | Alicia Fuentes Manso                          | Negatív szereplő |             |
| 2004 | Az élet gyönyörű oldala (Sabor a ti)         | Venevision         | Andreína Obregón                              | Mellékszereplő   |             |
| 2005 | Con toda el alma                             | Venevision         | Ana Cecilia                                   | Mellékszereplő   |             |
| 2009 | Que clase de amor                            | Venevision         | Ana María Sosa                                | Mellékszereplő   |             |
| 2011 | A sors hullámain (Natalia del Mar)           | Venevision         | Irene López                                   | Negatív szereplő | Kiss Anikó  |
| 2012 | Mi ex me tiene ganas                         | Venevision         | Claudia Casanova                              | Vendégszereplő   |             |